# Szigetújfalu
Szigetújfalu är en ort i Ungern.   Den ligger i provinsen Pest, i den centrala delen av landet, 30 km söder om huvudstaden Budapest. Szigetújfalu ligger 99 meter över havet och antalet invånare är 2 158.
Terrängen runt Szigetújfalu är platt. Runt Szigetújfalu är det ganska tätbefolkat, med 120 invånare per kvadratkilometer. Närmaste större samhälle är Érd, 17,9 km norr om Szigetújfalu. Trakten runt Szigetújfalu består till största delen av jordbruksmark.